# Star Search
Star Search foi um show de talentos produzido a partir de 1983 à 1995, criado por Al Masini e apresentado por Ed McMahon. Em 2003, o programa foi relançado e exibido pela CBS, sendo apresentado por Arsenio Hall, durante apenas um ano. O programa foi originalmente gravado no Earl Carroll Theatre.
Popular durante os anos 1990, foi responsável por apresentar pela primeira vez na televisão grandes artistas atuais, incluindo Christina Aguilera, Justin Timberlake, Britney Spears, Beyoncé, Alanis Morissette, Usher, LeAnn Rimes, Alisan Porter, Aaliyah, entre outros.